# لودهيون
اللودهيون، آل لودهي: سلالة أفغانية تولت الحكم في الهند سنوات 1451-1526 م
ينحدر مؤسس السلالة لودهي بهلول (1451-1489 م) من إحدى القبائل الأفغانية. تولى إمارة البنجاب أثناء عهد أسرة «آل سيد» سلاطين دلهي. استولى على السلطة في دلهي سنة 1451 م. قام بغزو سلطنة جاونبور سنة 1476 م. قام ابنه اسكندر لودهي (1489-1517 م) بتوسيع رقعة مملكته من جبال الهندوس حتى حدود البنغال شرقا.
سنة 1526 م، اختصم إبراهيم لودهي (1517-1526 م) مع بعض أمراءه. قام هؤلاء بطلب يد العون من أمير فرغانة «بابر المغولي». استطاع «بابر» أن يهزم إبراهيم «لودهي» في معركة بانيبات سنة 1526 م، وقضى بذلك على دولة اللودهيون.

## حكام السلالة اللودهية آل لودهي من 1452م حتى 1526م
| الحاكم                      | صورة | مـن   | إلـى  |
| --------------------------- | ---- | ----- | ----- |
| بهلول بن كلا بن بهرام لودهي |      | 1452م | 1489م |
| إسكندر نظان خان بن بهلول    |      | 1489م | 1517م |
| إبراهيم بن اسكندر           |      | 1517م | 1526م |